# Espinho Challenger 2001
L'Espinho Challenger 2001 è stato un torneo di tennis facente parte della categoria ATP Challenger Series nell'ambito dell'ATP Challenger Series 2001. Il torneo si è giocato a Espinho in Portogallo dal 19 al 15 marzo 2001 su campi in terra rossa.

## Vincitori

### Singolare
Félix Mantilla ha battuto in finale  Tommy Robredo con il punteggio di 7–6(5), 6–4

### Doppio
Wim Neefs /  Djalmar Sistermans hanno battuto in finale  Germán Puentes /  Jairo Velasco, Jr. con il punteggio di 6–3, 7–6(2)